# Sei Torop
Sei Torop is een bestuurslaag in het regentschap Simalungun van de provincie Noord-Sumatra, Indonesië. Sei Torop telt 1150 inwoners (volkstelling 2010).